# Liste der Biografien/Marf
Liste der Biografien |
Portal Biografien |
Personensuche
# |
A |
B |
C |
D |
E |
F |
G |
H |
I |
J |
K |
L |
M |
N |
O |
P |
Q |
R |
S |
T |
U |
V |
W |
X |
Y |
Z |
?
 
Ma |
Mb |
Mc |
Md |
Me |
Mf |
Mg |
Mh |
Mi |
Mj |
Mk |
Ml |
Mm |
Mn |
Mo |
Mp |
Mq |
Mr |
Ms |
Mt |
Mu |
Mv |
Mw |
Mx |
My |
Mz
 
Maa |
Mab |
Mac |
Mad |
Mae |
Maf |
Mag |
Mah |
Mai |
Maj |
Mak |
Mal |
Mam |
Man |
Mao |
Map |
Maq |
Mar |
Mas |
Mat |
Mau |
Mav |
Maw |
Max |
May |
Maz
 
Mara |
Marb |
Marc |
Mard |
Mare |
Marf |
Marg |
Marh |
Mari |
Marj |
Mark |
Marl |
Marm |
Marn |
Maro |
Marp |
Marq |
Marr |
Mars |
Mart |
Maru |
Marv |
Marw |
Marx |
Mary |
Marz
Die Liste der Biografien führt alle Personen auf, die in der deutschsprachigen Wikipedia einen Artikel haben. Dieses ist eine Teilliste mit 13 Einträgen von Personen, deren Namen mit den Buchstaben „Marf“ beginnt.

## Marf

### Marfa
- Marfaing, André (1925–1987), französischer Maler und Grafiker
- Marfan, Antoine (1858–1942), französischer Kinderarzt

### Marfe
- Marfeld, Robert (1852–1921), russischer Architekt
- Marfella, Davide (* 1999), italienischer Fußballspieler

### Marff
- Márffy, Ödön (1878–1959), ungarischer Maler und Grafiker

### Marfi
- Márfi, Gyula (* 1943), ungarischer Geistlicher, emeritierter römisch-katholischer Erzbischof von Veszprém
- Marfinski, Dmitri Dmitrijewitsch (* 1989), russischer Tennisspieler

### Marfo
- Marfori, Andrea (* 1958), italienischer Regisseur und Drehbuchautor
- Marfori, Carlos (1821–1892), spanischer Politiker und Günstling der Königin Isabella II.Carlos Marfori (1821–1892)

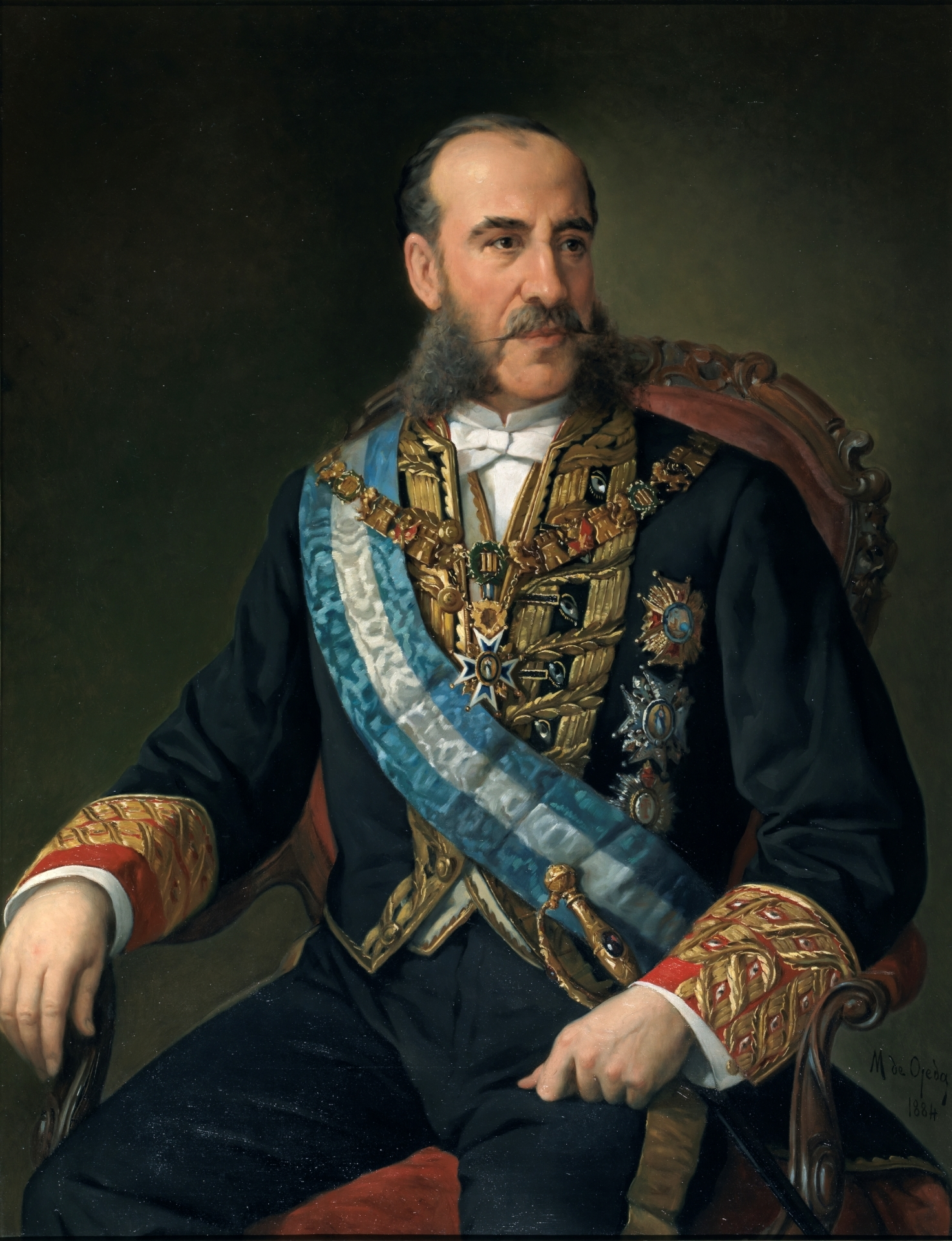
Carlos Marfori (1821–1892)

### Marfu
- Marfuah, Yuli (* 1979), indonesische Badmintonspielerin
- Marfuschkin, Dsmitryj (* 2002), belarussischer Stabhochspringer
- Marfutina, Marija Sergejewna (* 1997), russische Tennisspielerin
- Marfutova, Yulia (* 1988), deutsche Schriftstellerin